# Nižná Sitnica
Nižná Sitnica est un village de Slovaquie situé dans la région de Prešov.

## Histoire
Première mention écrite du village en 1408.

## Démographie

### Évolution de la population
| Année:               | 1994. | 2004.   | 2014.    | 2024.   |
| -------------------- | ----- | ------- | -------- | ------- |
| Nombre de personnes: | 368   | 365     | 328      | 303     |
| Différence:          |       | -0,81 % | -10,13 % | -7,62 % |

| Année:               | 2023. | 2024. |
| -------------------- | ----- | ----- |
| Nombre de personnes: | 300   | 303   |
| Différence:          |       | +1 %  |